# Länsförsäkringar Bank
Länsförsäkringar Bank Aktiebolag är ett svenskt bankaktiebolag grundat 1996. Banken är ett helägt dotterbolag till Länsförsäkringar AB som i sin tur ägs gemensamt av de 23 lokala Länsförsäkringsbolagen. Banken är idag Sveriges femte största privatbank med 378 000 kunder och en marknadsandel på nära 5 %. Länsförsäkringar Bank är också moderbolag till kreditmarknadsbolaget Wasa Kredit, Länsförsäkringar Hypotek och Länsförsäkringar Fondförvaltning AB. År 2015 hade banken 128 kontor runt om i Sverige.

## Historik
Vid sammanslagningen av Länsförsäkringar-gruppen och försäkringsbolaget WASA 1998, fusionerades även Länsförsäkringar Bank med WASA Banken, den tidigare Bohusbanken. Efter fusionen var namnet en tid Länsförsäkringar WASA Bank, innan namnet 2000 återigen blev Länsförsäkringar Bank.